# Putini (Rumunia)
Putini – wieś w Rumunii, w okręgu Bacău, w gminie Răchitoasa. W 2011 roku liczyła 158 mieszkańców.